# Indigofera pueblensis
Indigofera pueblensis är en ärtväxtart som beskrevs av Per Axel Rydberg. Indigofera pueblensis ingår i släktet indigosläktet, och familjen ärtväxter. Inga underarter finns listade i Catalogue of Life.